# Liberianische Defua-Ratte
Die Liberianische Defua-Ratte (Dephomys eburnea) ist ein Nagetier in der Unterfamilie der Altweltmäuse, das in Westafrika vorkommt.

## Merkmale
Mit einer Kopf-Rumpf-Länge von 120 bis 142 mm und einer Schwanzlänge von 182 bis 203 mm ist die Art etwas größer als die eigentliche Defua-Ratte (Dephomys defua). Sie wiegt mit 47 bis 59 g jedoch weniger. Die Länge der Hinterfüße beträgt 26 bis 28 mm und die Ohren sind 18 bis 20 mm lang. Das lange Fell hat oberseits eine rotbraune Farbe mit großen dunklen Flecken, während das Hinterteil und gelegentlich andere Stellen eine leuchtend orange Tönung besitzen. Das Fell der Unterseite ist vorwiegend grau. Der schmale schwarze Schwanz ist mit Schuppen sowie mit kurzen Borsten bedeckt. Die Liberianische Defua-Ratte hat lange Vibrissen und abgerundete Ohren mit kurzer Behaarung. Sie hat vier Finger an den vorderen und fünf Zehen an hinteren Füßen.
Unterschiede zur eigentlichen Defua-Ratte bestehen in der Konstruktion des Schädels, in der Anzahl der Höcker auf den molaren Zähnen sowie im Aufbau der Chromosomen.

## Verbreitung
Das Verbreitungsgebiet reicht vom Osten Liberias bis in den Süden der Elfenbeinküste. Die Art lebt in tropischen Regenwäldern sowie in angrenzenden Kulturlandschaften, wie Felder, Plantagen und Weiden.

## Lebensweise
Die wenigen vorhandenen Daten lassen eine nachtaktive Lebensweise mit Pflanzenteilen und Insekten als Nahrung vermuten. Die Art hält sich wahrscheinlich auf dem Boden und gelegentlich in Bäumen auf.

## Taxonomie
Die Art wird von der Weltnaturschutzunion (IUCN) nicht anerkannt, sondern als Synonym der eigentlichen Defua-Ratte geführt.